# GEORGE朝倉
GEORGE朝倉（ジョージ朝倉，1974年5月11日—），日本漫畫家。

## 經歷
1995年作品〈PUNKY CAKE JUNK〉刊登於《別冊フレンド》出道。
2005年作品《愛的手記》榮獲第29屆講談社漫畫賞少女部門賞。

## 筆名
GEORGE朝倉是作者的筆名，其由來是《科學小飛俠》的角色「喬治·淺倉」。